# أورلاندو مكاي
أورلاندو مكاي (بالإنجليزية: Orlando McKay)‏ هو لاعب كرة قدم أمريكية أمريكي، ولد في 2 أكتوبر 1969.